# 石人乡 (万源市)
石人乡，是中华人民共和国四川省达州市万源市曾经下辖的一个乡。2020年6月，撤销石人乡，将原石人乡所属行政区域划归黄钟镇管辖。

## 行政区划
石人乡撤销前下辖以下地区：
孙家河村、袁家榜村、向家坪村和桂家河村。